# Бранко Голубовић
Бранко Голубовић Голуб (Шабац, 14. децембар 1968) je вокал шабачке панк-рок групе Гоблини. По образовању је инжењер пољопривреде, а скоро две деценије професионално се бави и хуманитарним радом.

### Гоблини
Марта 1992. године се први пут у животу нашао у бенду. Основао га је са гитаристом Аленом Јовановићем, басистом Владом Кокотовићем и бубњаром Зораном Јовановићем. Назвали су се Гоблини по малим вилењацима из енглеске митологије. Са Гоблинима је од 1994. до данас објавио девет албума. За то време су наступали по читавом простору бивше Југославије и у Италији. После концерта 7. јуна 2001. у загребачком клубу Мочвара, решили су да обуставе активност. У лето 2010. су обновили рад, али им је деловање успорено будући да Голуб живи у иностранству.
Голуб је на другом програму Радио Шапца са Стеваном Маринковићем Берлинцем од марта 1998. до јануара 1999. године водио музичку емисију Ритуал црног патуљка. У оквиру мировних мисија је радио у Авганистану, Шри Ланци, Пакистану, Етиопији, а од лета 2018. године је у Јордану. Од преписке коју је водио са пријатељима настала је књига Писма из Авганистана (ШЛФ, 2009). Крајем 2018. је објаво роман Изгужване мисли (Dallas Records) у коме је описао период од настанка Гоблина, па до одласка у иностранство јануара 2003. године.
Предговор за књигу је написао Миле Кекин, певач загребачке групе Хладно пиво. Између осталог он наводи: У рукама држите пунокрвну биографију правог правцатог бенда. Она јесте једна у низу, али и посебна као што је и Голуб посебан лик - свјетски путник, активист, фронтмен, писац и опасан фрајер. Чак и кад је обучен. Држите рокенрол биографију какву ћете с ужитком прочитати, забавну, духовиту и посве јединствену - као и Гоблини.

### Дискографија
Са Гоблинима
- Гоблини (Music Yuser, 1994, касета)
- Истините приче - први део (Метрополис, 1994, касета)
- КСТ Live (Mortal Combat Records, 1995, концертна касета)
- У магновењу (ИТММ, 1996),
- Турнеја 'У Магновењу 96/97' (Метрополис, 1997 дупли концертни)
- Re Contra (Метрополис, 1999)
- Најбоље приче (Multimedia Records, 2004, концертни)
- Црно на бело (СКЦ / ШЛФ, 2010, мини CD)
- Роба с грешком (Long Play, 2013)
- Једнина (Метрополис, 2019)